# Familypedia
Familypedia è un sito web e un progetto collaborativo multilingue, basato su software wiki. Offre gratuitamente la possibilità di consultare e inserire storie famigliari e genealogie.
Il progetto vive grazie all'opera di utenti volontari, sia esperti di genealogia che non specialisti interessati al tema, che sono invitati all'inserimento di fonti esterne per documentare i loro contributi.

## Contenuto
Al 2020, presenta più di 320.000 pagine e 215.000 articoli relativi a 61.000 nomi unici, la metà dei quali possiedono una sottopagina con un albero genealogico che contiene la successione degli ascendenti e dei discendenti in linea diretta.
Più di 7.000 pagine mostrano in formato tabellare le persone legate da qualche evento biografico - come nascita o morte - ad una determinata località o area geografica. Altre 13.000 pagine sono relative alla categorizzazione dei cognomi.
È uno dei più ampi progetti wiki dedicato alla genealogia.

## Software
Familypedia è ospitato dal servizio Fandom e i suoi contenuti sono rilasciati con licenza CC-BY-SA.
Il software implementa l'estensione Semantic MediaWiki per connettere le persone con luoghi ed eventi, Semantic Forms per facilitare l'inserimento dei dati e Semantic Drilldown per aiutare gli utenti a costurire le loro query personalizzate.
Il progetto non prevede particolari requisiti di rilevanza enciclopedica, sebbene includa la genealogia di varie nobili famiglie della Francia, del Regno Unito e della Germania, con un dettaglio dei legami famigliari che è generalmente superiore a quello delle voci di Wikipedia.

## Accoglienza
Ed West, giornalista del The Telegraph, ha definito il sito come "un'idea geniale", che avrebbe potuto diventare "di enorme importanza" non appena avesse raggiunto la massa critica necessaria. Nel novembre 2010, il popolare blogger di genealogia Dick Eastman ha recensito positivamente Familypedia con un testo lungo diciassette paragrafi.